# Gerardo de Jesús Rojas López
Gerardo de Jesús Rojas López (Teocaltiche, Jalisco, 13 de abril de 1957) es un obispo católico mexicano, desde el 7 de diciembre de 2010 es Obispo de Tabasco, con anterioridad, de 2004 a 2010 fue Obispo de Nuevo Casas Grandes.

## Biografía

### Formación
Ingresó al seminario diocesano de Aguascalientes en 1970, de ahí fue trasladado a estudiario en el Seminario de Ciudad Juárez. 
Fue ordenado diácono el 19 de marzo de 1983, en Ciudad Juárez.
Fue ordenado presbítero el 16 de septiembre de 1983, por el obispo de Ciudad Juárez, Manuel Tamalás Camandari, diócesis en la que quedó incardinado. 
En Ciudad Juárez fue titular de las parroquias de Santa Cecilia, Nuestra Señora del Pilar, San Miguel Arcángel y El Señor de la Misericordia entre 1983 y 2004.
Además desempeñó cargos como miembro del Tribunal Eclesiástico, secretario canciller de la Curia y vicario general de la Diócesis de 2001 a 2004. 
De 1992 a 1994 estudió la Licenciatura en Derecho Canónico en la Universidad de Navarra, España.

## Episcopado

### Obispo de Nuevo Casas Grandes
El 22 de mayo de 2004 el papa Juan Pablo II le nombró Obispo de Nuevo Casas Grandes. 
Fue consagrado el 4 de agosto del mismo año por el obispo de Ciudad Juárez, Renato Ascencio León, fungiendo como co-consagrantes el Nuncio Apostólico en México, Giuseppe Bertello y el obispo emérito de Nuevo Casas Grandes, Hilario Chávez Joya, M.N.M.
Permaneció el cargo hasta el 7 de diciembre de 2010 en que el papa Benedicto XVI lo designó Obispo de Tabasco.

### Obispo de Tabasco
Mons. Gerardo de Jesús Rojas, arribó a la ciudad de Villahermosa. Tabasco, el 19 de enero de 2011 a las 10:30 de la mañana para tomar posesión de la Diócesis de Tabasco en una ceremonia realizada en la Catedral del Señor de Tabasco, ante miembros de la comunidad católica en el estado, acompañado del Nuncio Apostólico y del presidente del Episcopado mexicano. Les acompañaban el Obispo de Celaya —y anterior Obispo de Tabasco— Benjamín Castillo Plascencia, así como los arzobispos de Tulancingo, Hidalgo y Durango, entre otros. Así, frente a cientos de asistentes, Monseñor Rojas López firmó el libro donde toma posesión de la Diócesis de Tabasco.
Posteriormente, 15 mil fieles católicos llenaron el Teatro al Aire Libre del Parque Tabasco, para presenciar la toma de Posesión Canónica del Monseñor Gerardo de Jesús Rojas López como el XIII obispo de la diócesis de Tabasco. Al recinto arribaron el gobernador de Tabasco Andrés Granier Melo, así como la clase política tabasqueña.
En el acto litúrgico, además monseñor Rojas López estuvo acompañado por el Nuncio Apostólico en México, Christophe Pierre y el presidente de la Conferencia del Episcopado Mexicano, Carlos Aguiar Retes, además de su antecesor Benjamín Castillo Plascencia y 27 obispos de diversas diócesis del país.
Mons. Rojas, inició inmediatamente su ministerio.
Durante su Ministerio Episcopal en Tabasco, el 27 de febrero de 2021 el Papa Francisco nombró como Obispo de Tuxpan en Veracruz al Presbítero Roberto Madrigal Gallegos del clero de la Diócesis de Tabasco, siendo el primer tabasqueño en alcanzar ese rango en la Jerarquía de la Iglesia Católica. El 19 de mayo del mismo año fue ordenado Obispo en el Seminario Menor de Tuxpan por imposición de manos de Mons. Gerardo de Jesús